# Turó de Tagamanent
El Turó de Tagamanent és una muntanya de 1.056 metres que es troba al municipi de Tagamanent, a la comarca del Vallès Oriental. Al seu cim hi havia el Castell de Tagamanent, ja esmentat l'any 945. El castell estava sota el domini dels comtes de Barcelona. Actualment, hi ha l'església de Santa Maria, un edifici romànic del segle xii amb moltes modificacions posteriors.
Aquest cim està inclòs en el llistat dels 100 cims de la FEEC amb el nom de Tagamanent.
Jordi Pujol cita la desolació que es veia des del cim el 1940 com a esperó perquè es dediqués anys després a la política.